# Rann von Kachchh

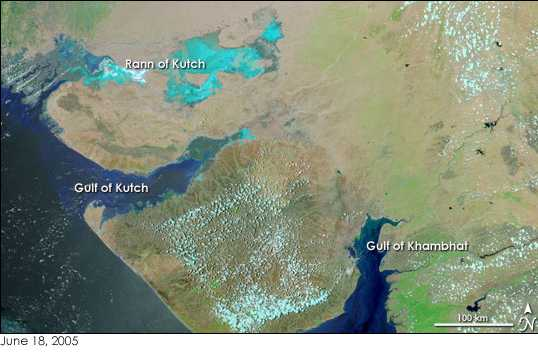
Überflutung des Rann von Kachchh während des Sommermonsuns

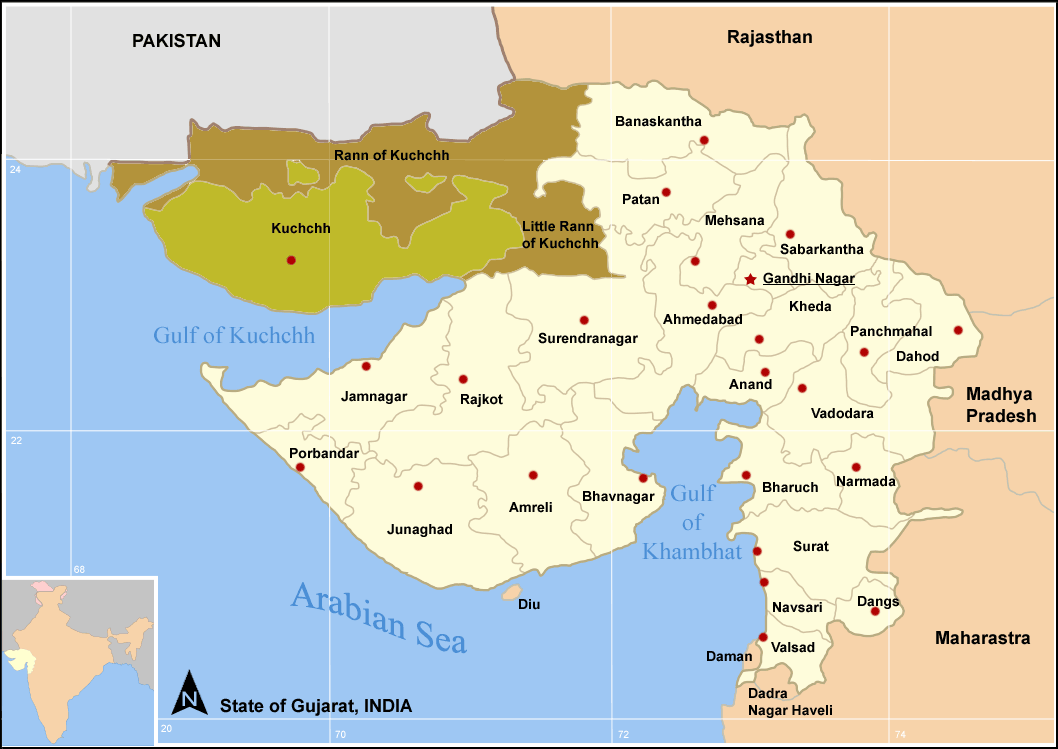
Der Rann mit dem „kleinen Rann von Kachchh“ als Ausläufer

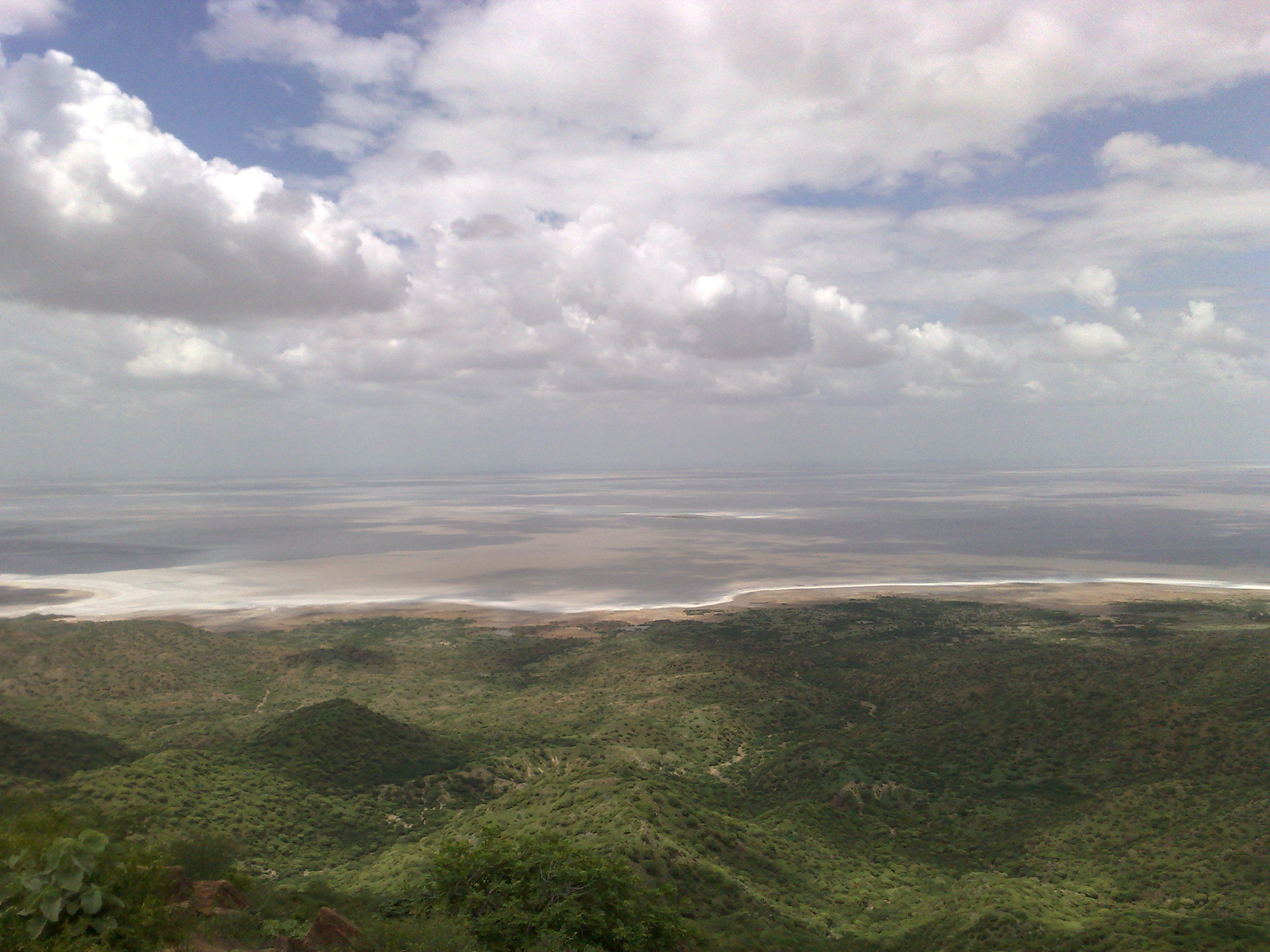
Luftbild der Salzwüste

Der Rann von Kachchh (Gujarati કચ્છનું રણ, Hindi कच्छ का रण, englisch Rann of Kutch) ist ein zeitweise überfluteter Salzsumpf am südlichen Abschnitt der Grenze zwischen Indien und Pakistan. Er umfasst rund 28.000 km², einschließlich des südwestlich gelegenen Kleinen Rann von Kachchh, und liegt größtenteils auf dem Gebiet des Distriktes Kachchh im westindischen Bundesstaat Gujarat, südlich der Wüste Thar. Nur ein kleiner Teil gehört zur pakistanischen Provinz Sindh. Das Wort „Rann“ ist aus dem Hindi entlehnt und bedeutet Salzsumpf.
Ursprünglich war der Rann von Kachchh eine Bucht des flachen Arabischen Meeres. Durch Hebung des Meeresbodens wurde diese vom Meer abgeschnitten und es entstand ein riesiger Salzsee, der in der Antike noch befahrbar war. Im Laufe der Zeit verlandete der See zu einem Salzsumpf. Dieser wird regelmäßig während der kurzen Regenzeit von Juli bis September um bis zu 50 Zentimeter überflutet. Lediglich einige sandige, salzfreie Stellen ragen zwei bis drei Meter über die Wasseroberfläche hinaus. Zu dieser Zeit münden auch mehrere Flüsse in den Salzsee. In der Trockenzeit fließt nur der Luni zum Rann von Kachchh, um dort zu versickern.

## Pflanzen- und Tierwelt
In der trockenen und heißen, lebensfeindlichen Umgebung gedeihen nur wenige Pflanzen, vor allem Gräser und Dornbüsche. Bäume kommen nur vereinzelt an den salzfreien Stellen, die nicht überflutet werden, vor.
Den unwirtlichen Bedingungen des Salzsumpfes haben sich nur wenige größere Tierarten angepasst. Für den auch als Ghorkhar oder Indischen Halbesel bekannten Khur (Equus hemionus khur) ist der Rann von Kachchh eines der letzten Rückzugsgebiete in Indien. Daneben kommen etwa 50 weitere Säugetierarten vor, unter anderem die Indische Gazelle (Gazella bennettii), die Nilgauantilope (Boselaphus tragocamelus), die Hirschziegenantilope (Antilope cervicapra), der Wolf (Canis lupus), die Streifenhyäne (Hyaena hyaena), die Indische Steppenkatze (Felis silvestris ornata) und der Karakal oder Wüstenluchs (Caracal caracal). Rund 200 Vogelarten sind im Rann von Kachchh einheimisch, zudem überwintern dort viele Zugvögel aus Sibirien. Zum Schutz der vorkommenden, teils bedrohten Tierarten wurden weite Teile des Gebietes unter Naturschutz gestellt und bilden das Dhrangadhra-Wildreservat.

## Grenzstreitigkeiten

Umstrittene Grenze im Bereich des Sir Creeks

Nach der Unabhängigkeit Indiens und Pakistans 1947 entspann sich ein Territorialstreit um den Rann von Kachchh. Indien stellte sich auf den Rechtsstandpunkt, dass der ganze Rann zum Fürstenstaat Kachchh gehört habe, und damit mit dem Beitritt dieses Staates zur Indischen Union 1947 zu Indien gehöre. Nach dem indischen Standpunkt war die Grenze zwischen Sindh und Kachchh in allen offiziellen Karten aus der Zeit Britisch-Indiens, die zwischen 1872 und 1943 und auch noch später veröffentlicht wurden, klar definiert. Die regierungsoffizielle Gazetteer of Sind (Karatschi, 1907), die durch den britischen Minister für Indien veröffentlichte Imperial Gazetteer of India 1908 und die regierungsoffizielle Imperial Gazetteer of India of the Bombay Presidency aus dem Jahr 1908 veröffentlichten Karten, in denen der Rann von Kachchh außerhalb der Provinz Sindh lag. In den offiziellen Karten, die 1937, 1939 und 1942 von der Kolonialadministration herausgegeben wurden, lag der Rann im Bereich der Western India States Agency.
Pakistan argumentierte legalistisch, dass der Rann nicht nur bis zum 24. Breitengrad, sondern auch zum Teil südlich davon de facto unter der Administration der Provinz Sindh gestanden habe und daher zu Pakistan gehören müsse. Auf der Landkarte der Topographical Survey of India 1938 und den folgenden Nachdrucken 1940, 1944 und 1946 war die Region als umstritten gekennzeichnet. Pakistan bestand auf der Grenzziehung in der Mitte des zur Regenzeit vorhandenen Sees, etwa entlang des 24. Breitengrades. Bei Grenzgewässern wird im internationalen Recht üblicherweise die Mitte des Gewässers als Grenzlinie festgelegt. Die indische Seite wiederum bestritt, dass es sich um einen echten See handle. Es handle sich vielmehr eher um eine Art Marschland.
1965 kam es im Vorfeld des Zweiten Indisch-Pakistanischen Krieges zu Kämpfen um den Rann von Kachchh, bei denen mindestens 450 Soldaten ums Leben kamen. Nach Verhandlungen, die durch den britischen Premierminister Harold Wilson vermittelt wurden, einigten sich die beiden Länder am 19. Februar 1968 auf eine Teilung des Gebietes. 10 Prozent wurden Pakistan zugeteilt, 90 Prozent verblieben bei Indien. Kurz nach dem sogenannten Kargil-Krieg zwischen Indien und Pakistan, der sich praktisch ausschließlich im Hochgebirge von Kaschmir abspielte, wurde am 10. August 1999 eine Breguet Atlantic der pakistanischen Seestreitkräfte abgeschossen, die wohl indischen Luftraum im Bereich des Rann von Kachchh verletzt hatte, was die Spannungen erneut aufleben ließ. Weiter umstritten ist die Grenzziehung im Bereich des Sir Creeks.

## Gujarat Hybrid Renewable Energy Park
In der Salzwüste, nahe dem Dorf Khavda im Subdistrikt Bhuj Taluka, entsteht der größte Energiepark der Welt. Bis 2030 soll die Kombination aus Solar- und Windkraftwerken eine Leistung von 30 GW liefern. 26 GW sollen durch Solarmodule und 4 GW durch Windturbinen erzeugt werden. Im April 2024 betrug die installierte Leistung der Solarmodule über 2 GW. Die Kosten für das Projekt sollen bei  19 Milliarden US-Dollar liegen. Der Aufbau soll 8000 Arbeiter beschäftigen. Mit dem Bau wurde im Dezember 2020 begonnen. Nach der Fertigstellung hat der Energiepark eine Fläche von 726 km², was die Fläche von Staaten wie Singapur und Bahrain übertrifft.